# مرلي ألين
مرلي ألين (بالإنجليزية: Merle Allin)‏ هو عازف باس أمريكي، ولد في 1 سبتمبر 1953.

## وصلات خارجية
- مرلي ألين على موقع ميوزك برينز (الإنجليزية)